# Claro Que Si
A Claro Que Si a Yello 1981-ben megjelent második albuma. A „Claro que si” egy spanyol kifejezés, jelentése: „Természetesen igen”. Az albumot 2005-ben újra kiadták a Yello Remaster sorozat részeként, ritka bónusz zeneszámokkal.

## Számlista
| #   | Cím                 | Szerző(k)                 | Hossz |
| --- | ------------------- | ------------------------- | ----- |
| 1.  | Daily Disco         | Boris Blank, Dieter Meier | 4:32  |
| 2.  | No More Roger       | Boris Blank, Dieter Meier | 3:18  |
| 3.  | Take It All         | Boris Blank, Dieter Meier | 1:48  |
| 4.  | The Evening's Young | Boris Blank, Dieter Meier | 4:53  |
| 5.  | She's Got a Gun     | Boris Blank, Dieter Meier | 3:40  |
| 6.  | Ballet Mecanique    | Boris Blank, Dieter Meier | 3:44  |
| 7.  | Ouad el Habib       | Boris Blank, Dieter Meier | 3:24  |
| 8.  | The Lorry           | Boris Blank, Dieter Meier | 3:35  |
| 9.  | Homer Hossa         | Boris Blank, Dieter Meier | 5:16  |
| 10. | Pinball Cha Cha     | Boris Blank, Dieter Meier | 3:40  |

### A 2005-ös újrakiadás bónusz dalai
| #   | Cím                                | Szerző(k)                 | Hossz |
| --- | ---------------------------------- | ------------------------- | ----- |
| 11. | Tub Dub                            | Boris Blank, Dieter Meier | 1:45  |
| 12. | She's Got a Gun                    | Boris Blank, Dieter Meier | 4:01  |
| 13. | Daily Disco                        | Boris Blank, Dieter Meier | 4:05  |
| 14. | The Evening's Young (1985 version) | Boris Blank, Dieter Meier | 3:11  |
| 15. | Pinball Cha Cha" (12" mix)         | Boris Blank, Dieter Meier | 5:22  |
| 16. | Desire for Desire                  | Boris Blank, Dieter Meier | 4:16  |

## Közreműködők
Yello

Boris Blank – elektronika, háttérvokál

Dieter Meier – ének

Carlos Perón – szalagok

További közreműködők

Beat Ash – dobok

Chico Hablas – gitárok

Zine el Abedine – ének az „Ouad el Habib”-ban

Borítóterv / illusztráció

Jim Cherry